# Anton Walbrook
Anton Walbrook, pseudonimo di Adolf Wilhelm Anton Wohlbrück (Vienna, 19 novembre 1896 – Garatshausen, 9 agosto 1967), è stato un attore austriaco che svolse la propria attività principalmente nel Regno Unito, dove prese la cittadinanza nel 1947.
Noto attore di area tedesca, cambiò il nome con cui era conosciuto in Germania, Adolf Wohlbrück, in quello anglicizzato di Anton Walbrook, quando, durante il nazismo, fuggì in Gran Bretagna dove divenne uno degli attori più popolari del cinema inglese e uno degli attori preferiti di Michael Powell.

## Biografia

### Origini
Nacque a Vienna, discendente da una famiglia di attori da dieci generazioni. Il padre, nato ad Amburgo, aveva rotto con la tradizione e lavorava nel circo come clown. Sua madre era Gisela Rosa Cohn, un'ebrea austriaca. Il giovane Adolf studiò in una scuola cattolica nelle vicinanze di Vienna. 

### Carriera
Finiti gli studi liceali, Walbrook si iscrisse alla scuola teatrale del famoso regista Max Reinhardt il quale, resosi conto del suo talento, gli fece un contratto di cinque anni per recitare al Deutsches Theater.

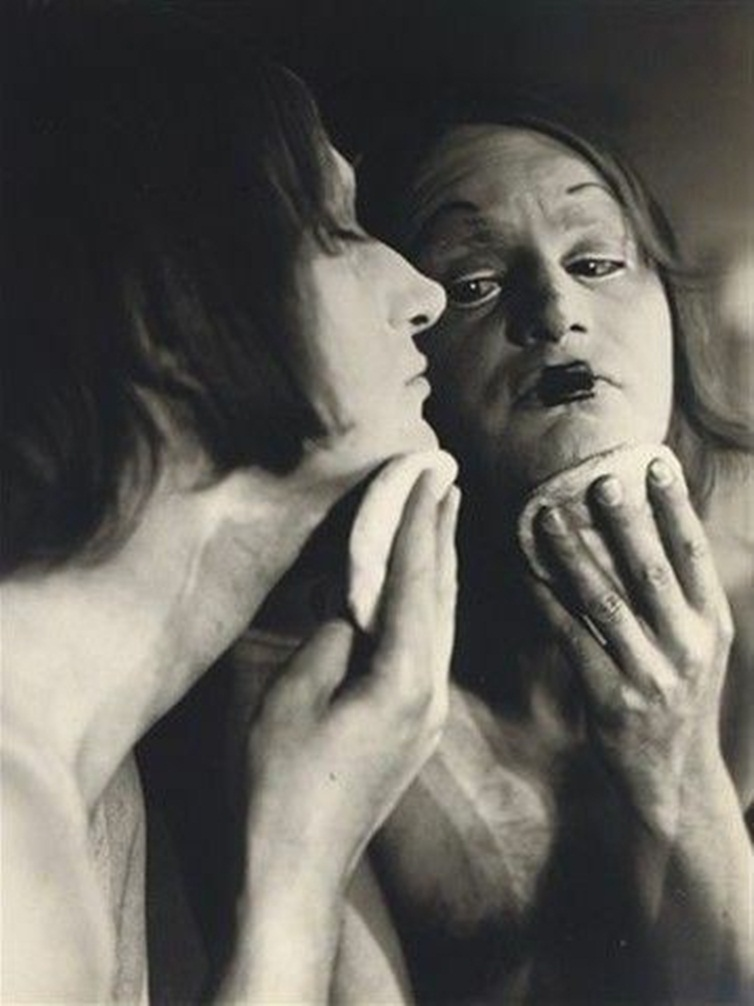
Adolf Wohlbrück nella parte di Andreas Bleichenwang in La dodicesima notte di William Shakespeare - Fotografia di Genja Jonas (1930)

Durante la prima guerra mondiale, servì l'esercito in un reggimento di granatieri. Catturato dai francesi, durante la prigionia organizzò un gruppo teatrale cui diede il nome Auricher Gefangenschaftstheater.
Nel 1936 soggiornò a Hollywood per rigirare alcune scene di Michele Strogoff (1937), un film di produzione internazionale, e cambiò il proprio nome di battesimo da Adolf in Anton.
Con l'ascesa al potere in Germania del nazismo, Walbrook, che era omosessuale e per metà ebreo, riparò in Inghilterra e continuò a lavorare come attore cinematografico. 

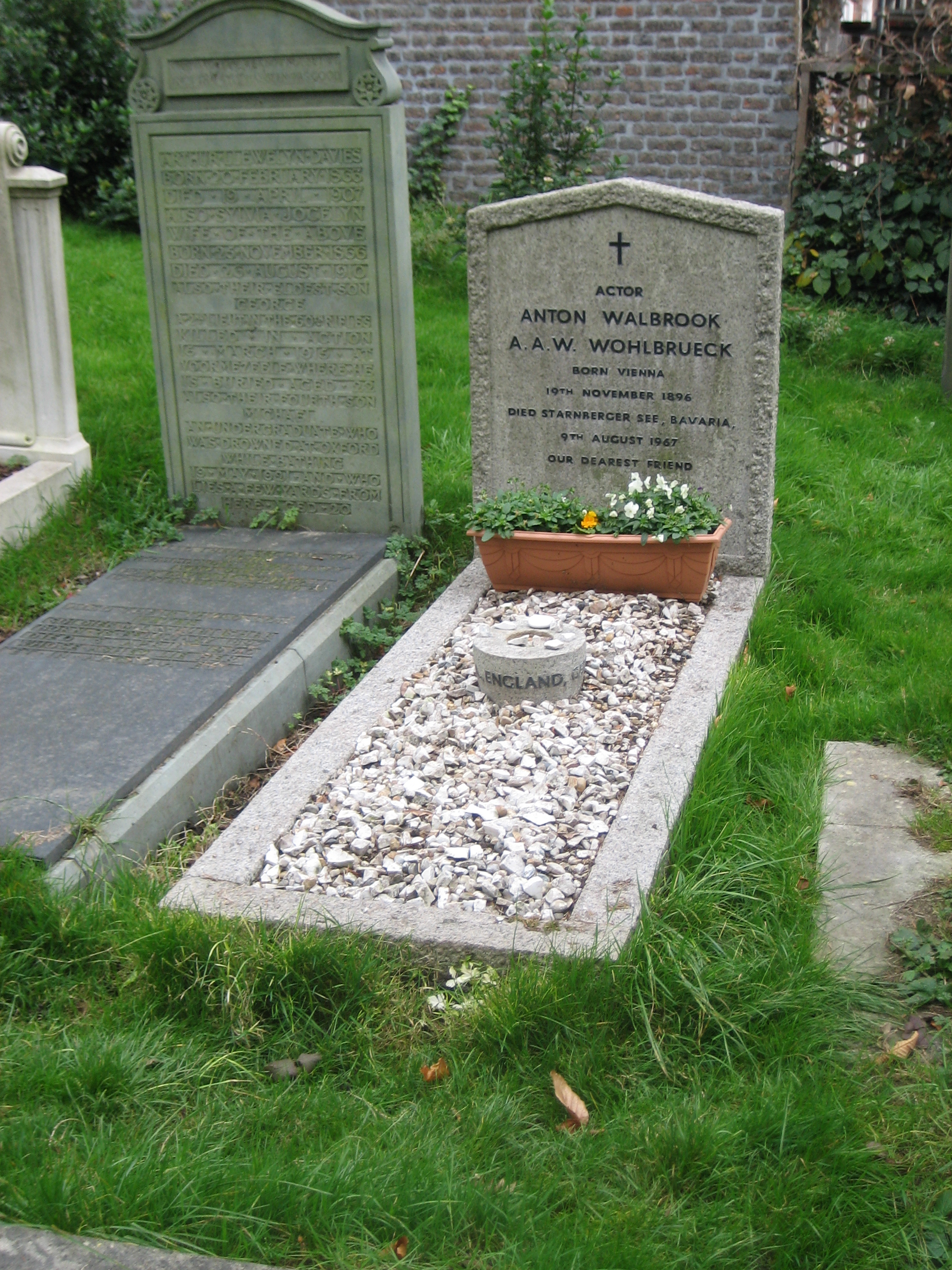
La tomba di Anton Walbrook al cimitero di Hempstead

Tra le sue migliori interpretazioni si ricordano il focoso ed emotivo ufficiale tedesco Theo Kretschmar-Schuldorff in Duello a Berlino (1943), il tirannico impresario di Scarpette rosse (1948) e il presentatore di Il piacere e l'amore (1950). Uno dei suoi film più curiosi è La donna di picche (1949), uno stravagante thriller dalle atmosfere gotiche ispirato ad un racconto di Aleksandr Sergeevič Puškin, in cui Walbrook recitò al fianco di Edith Evans. Secondo Moira Shearer, la coprotagonista di Scarpette rosse, Walbrook sul set aveva abitudini da solitario e spesso indossava occhiali scuri e pranzava da solo.

### Ultimi anni e morte
L'attore si ritirò dal mondo del cinema verso la fine degli anni cinquanta, continuando però ad apparire saltuariamente a teatro e in televisione. Morì nel 1967 per un attacco di cuore a Garatshausen presso Feldafing (Germania). Le sue ceneri furono sepolte nel cimitero della chiesa di St. John a Hempstead, nel rispetto delle sue volontà testamentarie.

## Filmografia parziale
- Marionette (Marionetten), regia di Richard Löwenbein (1915)
- Martin Luther, regia di Karl Wüstenhagen (1923)
- Mater dolorosa, regia di Josef Delmont (1924)
- Das Geheimnis von Schloß Elmshöh, regia di Max Obal (1925)
- Salto mortale, regia di Ewald André Dupont (1931)
- Der Stolz der 3. Kompanie, regia di Fred Sauer (1932)
- Drei von der Stempelstelle, regia di Eugen Thiele (1932)
- Die fünf verfluchten Gentlemen, regia di Julien Duvivier (1932)
- L'ultima canzone (Melodie der Liebe), regia di Georg Jacoby (1932)
- Baby, regia di Carl Lamac (1932)
- Guerra di valzer (Walzerkrieg), regia di Ludwig Berger (1933)
- Keine Angst vor Liebe, regia di Hans Steinhoff (1933)
- Vittorio e Vittoria (Viktor und Viktoria), regia di Reinhold Schünzel (1933)
- Georges et Georgette, regia di Roger Le Bon e Reinhold Schünzel (1934)
- Amore in gabbia (Die vertauschte Braut), regia di Carl Lamac (1934)
- Mascherata (Maskerade), regia di Willi Forst (1934)
- Le luci della ribalta (Eine Frau, die weiß, was sie will), regia di Viktor Janson (1934)
- Tre donne sono troppe (Die englische Heirat), regia di Reinhold Schünzel (1934)
- Regina (Regine), regia di Erich Waschneck (1935)
- Zingaro barone (Zigeunerbaron), regia di Karl Hartl (1935)
- Le baron tzigane, regia di Henri Chomette (1935)
- La grande colpa (Ich war Jack Mortimer), regia di Carl Froelich (1935)
- Lo studente di Praga (Der Student von Prag), regia di Arthur Robison (1935)
- Il corriere dello zar (Der Kurier des Zaren), regia di Richard Eichberg (1936)
- Michel Strogoff, regia di Jacques de Baroncelli e Richard Eichberg (1936)
- Allegria (Allotria), regia di Willi Forst (1936)
- Port Arthur, regia di Nicolas Farkas (1936)
- Michele Strogoff (The Soldier and the Lady), regia di George Nichols Jr. (1937)
- La grande imperatrice (Victoria the Great), regia di Herbert Wilcox (1937)
- Via della taverna 23 (The Rat), regia di Jack Raymond (1937)
- Sixty Glorious Years, regia di Herbert Wilcox (1938)
- Gaslight, regia di Thorold Dickinson (1940)
- Dangerous Moonlight, regia di Brian Desmond Hurst (1941)
- Gli invasori (49th Parallel), regia di Michael Powell (1941)
- Duello a Berlino (The Life and Death of Colonel Blimp), regia di Michael Powell ed Emeric Pressburger (1943)
- The Man from Morocco, regia di Mutz Greenbaum (1945)
- Scarpette rosse (The Red Shoes), regia di Michael Powell ed Emeric Pressburger (1948)
- La donna di picche (The Queen of Spades), regia di Thorold Dickinson (1949)
- Il piacere e l'amore (La Ronde), regia di Max Ophüls (1950)
- König für eine Nacht, regia di Paul May (1950)
- Wiener Walzer, regia di Emil E. Reinert (1951)
- Il piacere (Le Plaisir), regia di Max Ophüls (1952) (non accreditato)
- Il caso Maurizius (L'Affaire Maurizius), regia di Julien Duvivier (1954)
- Oh... Rosalinda!!, regia di Michael Powell ed Emeric Pressburger (1955)
- Lola Montès, regia di Max Ophüls (1955)
- Santa Giovanna (Saint Joan), regia di Otto Preminger (1957)
- L'affare Dreyfus (I Accuse!), regia di José Ferrer (1958)

## Doppiatori italiani
- Sandro Ruffini in Scarpette rosse, La donna di picche
- Augusto Marcacci in Lola Montès, L'affare Dreyfus
- Mario Ferrari in Mascherata
- Giulio Panicali in Duello a Berlino
- Lauro Gazzolo ne Il piacere e l'amore
- Michele Kalamera ne Gli invasori (ridoppiaggio)[3]